# 관음좌상 (인천광역시 유형문화재 제5호)
관음좌상(觀音坐像)은 인천광역시 연수구 인천광역시립박물관에 있는 조선시대의 불상이다. 1982년 3월 2일 인천광역시의 유형문화재 제5호로 지정되었다.

## 개요
이름을 부르기만 해도 소원이 이루어진다는 관음보살상을 표현한 것으로 연꽃이 새겨진 대좌(臺座)위에 앉아 있다. 머리에는 구슬로 장식된 보관(寶冠)을 쓰고, 가슴에는 화려한 구슬 목걸이를 하고 있다. 왼쪽 어깨에서 흘러내린 천의(天衣)는 땅위까지 흐르고 있으며, 오른쪽 어깨에서 흘러내린 천의 자락은 가슴을 거쳐 무릎 위 손목과 대좌 위까지 이르고 있다. 오른쪽 무릎을 세우고 그 위에 오른손을 편안하게 올려놓았으며, 왼손은 지면을 짚고 있어 평온한 느낌을 주고 있다. 이 불상은 만들어진 연대를 정확히 알 수 없지만 형태로 보아 명나라 또는 청나라 시대에 만든 것으로 추정된다.

## 참고 자료
- 관음좌상 - 국가유산청 국가유산포털